# 米莱纳
米莱纳（義大利語：Milena），是意大利卡尔塔尼塞塔省的一个市镇。总面积24平方公里，人口3223人，人口密度134.3人/平方公里（2009年）。ISTAT代码为085010。

## 友好城市
- 法國 艾克斯莱班